# Apuntes para una biblioteca de escritoras españolas desde el año 1401 al 1833
Apuntes para una biblioteca de escritoras españolas desde el año 1401 al 1833 es un diccionario biográfico de Manuel Serrano y Sanz, publicado en dos tomos en 1903. Fue agraciado con el premio de bibliografía concedido por la Biblioteca Nacional de España en 1899. La editorial Atlas lo reeditó en cuatro volúmenes en 1975.

## Descripción
La obra reúne breves extractos biográficos de escritoras españolas, portuguesas e hispanoamericanas nacidas entre el siglo XV y 1833, «asunto apenas desflorado» hasta entonces, según el propio autor. «Nos hallamos con una serie de libros en que, incidentalmente o ex profeso, se habla de las escritoras españolas; y esto es natural, dada la imposibilidad de redactar nuestra Historia literaria o nuestra Bibliografía sin tratar de ellas. Mas, aun reuniendo en un cuerpo todas las noticias que suministran dicho libros, el conjunto resultaría un bosquejo harto insuficiente, con muchas lagunas y no menos errores, que he procurado llenar o rectificar en estos Apuntes, acudiendo, siempre que he podido, a las fuentes originales», señala en la introducción del primero de los dos tomos que componen la obra. En la misma introducción, explica que se refiere a ellos como «apuntes» por tratarse de una «empresa difícil y casi imposible tratándose de bibliografía».